# Praderas del Potrero
Praderas del Potrero es una localidad de México perteneciente al municipio de Atotonilco de Tula en el estado de Hidalgo.

## Geografía
Se encuentra en la región del Valle del Mezquital, a la localidad le corresponden las coordenadas geográficas 19° 53’ 5.147” de latitud norte y 99° 13’ 48.687” de longitud oeste, con una altitud de 2163 m s. n. m. Se encuentra a una distancia aproximada de 13.55 kilómetros al sur de la cabecera municipal, Atotonilco de Tula.
En cuanto a fisiografía se encuentra dentro de la provincia de la Eje Neovolcánico dentro de la subprovincia de Lagos y Volcanes de Anáhuac; su terreno es de lomerío. En lo que respecta a la hidrografía se encuentra posicionado en la región Panuco, dentro de la cuenca del río Moctezuma, en la subcuenca del río El Salto. Cuenta con un clima templado subhúmedo con lluvias en verano, de menor humedad.

## Demografía
En 2020 registró una población de 1346 personas, lo que corresponde al 2.15 % de la población municipal. De los cuales 672 son hombres y 674 son mujeres. Tiene 365 viviendas particulares habitadas.
| Gráfica de evolución demográfica de Praderas del Potrero entre 1990 y 2020                   |
|                                                                                              |
| Población de los censos y conteos del Instituto Nacional de Estadística y Geografía (INEGI). |

## Economía
La localidad tiene un grado de marginación bajo y un grado de rezago social muy bajo.